# شیرآور
شیرآورشیرافزا (نام علمی: Polygala) نام یک سرده از تیره شیرآوریان است. علفی چندساله یا درختی کوتاه یا درختچه‌ای با حدود ۵۰۰ گونه که دارای پراکنش تقریباً جهانی هستند و کرمینهٔ برخی از پروانه‌سانان از گونه‌های این سرده تغذیه می‌کنند.